# Vázquez Sounds (EP)
Vázquez Sounds es el EP debut de la banda musical mexicana Vázquez Sounds, siendo el primer material discográfico del grupo. Contiene 5 canciones y 4 vídeos, las cuales son sólo covers, se da un código para que descargues digitalmente las canciones y vídeos faltantes hasta completar 10. Todas las canciones que aparecieron en el EP fueron publicadas anteriormente como sencillo en la tienda digital ITunes Store. El álbum fue producido por el padre del grupo, Abelardo Vázquez y grabado en el estudio del mismo bajo la discográfica Sony Music.
El EP fue el primer material físico de la banda, ya que todos los sencillos habían sido lanzados sólo en descarga digital. Consiguió llegar al puesto número 4° en México.

## Lista de canciones
| N.º | Título                            | Escritor                                                       | Duración |  |
| 1.  | «Rolling in the Deep»             | Adele Adkins, Paul Epworth                                     | 3:52     |  |
| 2.  | «All I Want for Christmas Is You» | Mariah Carey, Walter Afanasieff                                | 4:06     |  |
| 3.  | «Forget You»                      | Brody Brown, Callaway, Bruno Mars, Philip Lawrence, Ari Levine | 3:44     |  |
| 4.  | «The Show»                        | Lenka                                                          | 4:11     |  |
| 5.  | «I Want You Back»                 | Berry Gordy, Freddie Perren, Alphonzo Mizell y Deke Richards   | 2:56     |  |
| 6.  | «Let It Be*»                      | John Lennon, Paul McCartney                                    | 4:16     |  |
| 7.  | «Skyscraper*»                     | Toby Gad, Kerli Kõiv, Lindy Robbins                            | 3:44     |  |
| 8.  | «Time After Time*»                | Cyndi Lauper, Rob Hyman                                        | 3:26     |  |
| 9.  | «Next To Me*»                     | Emeli Sandé, Hugo Chegwin, Harry Craze, Anup Paul              | 3:14     |  |
| 10. | «Complicated*»                    | Avril Lavigne, The Matrix                                      | 4:09     |  |

Las canciones con asterisco se descargan digitalmente mediante un código que viene en el EP.

## Créditos
- Ángela Vázquez –  Voz solista.[5]
- Gustavo Vázquez – Batería, Percusión.[5]
- Abelardo Vázquez – Guitarra eléctrica, Guitarra acústica Bajo, Piano.[5]

## Posiciones en listas
| Lista             | Posición |
| ----------------- | -------- |
| México (AMPROFON) | 4        |